# Captain Rex
Captain Rex, kloonnummer CT-7567, later Commander Rex, is een personage uit de Star Warsfranchise. Hij is een van de leidende kloontroepen in het leger van de Galactische Republiek. Na het einde van de Kloonoorlogen sloot hij zich aan bij het Phoenix Squadron en later bij de Massassi-groep, die deel uitmaakten van de Rebellenalliantie die vocht tegen het Galactische Keizerrijk.

## Attack of the Clones
Captain Rex leidde het fictieve 501ste legioen in de Star Warssaga. Hij had op zijn helm Jaig-ogen en was een van de eerste kloons van Jango Fett.
Rex speelde ook een hoofdrol tijdens de Kloonoorlogen.
In Star Wars: Episode II: Attack of the Clones heeft hij zijn eerste verschijning. Hij was deel van het Grote Leger van de Republiek dat vocht tegen de Separatisten. 
Maar de klonen gingen over naar de Jedi's en er ontstond een gevecht op Geonosis. Rex werd dan in de Kloonoorlogen Captain en moest het legioen leiden van Anakin Skywalker. Hij verloor veel Clone Troopers en werd gevangengezet met Commander Cody. Ze werden bevrijd en lieten dan even niets van zich horen.

## Captain Rex na deKloonoorlogen
Na de terugkeer van Ahsoka Tano bij de 501ste kloondivisie, vertrekt Capitain Rex samen met Ahsoka naar Mandalore waar ze het opnemen tegen Darth Maul. Na het gevangenschap van de Sith-leerling, is men op weg naar Coruscant. Op weg naar de planeet van de republiek wordt order 66 ingezet tegen alle jedi. De kloontroepen keren zich allemaal tegen Ahsoka, maar met behulp van de aanwijzingen van Rex voordat ook hij zich tegen Ahsoka keert, weet ze Rex te bevrijden van de chip die deze ommekeer veroorzaakt heeft. Hun schip stort neer, maar Ahsoka en Captain Rex overleven de crash. Ze gaan elk hun eigen weg. 
Captain Rex verscheen in een terugblik voor de televisieserie Ahsoka. Hierin werd hij gespeeld door Temuera Morrison (die eerder ook Boba Fett, Jango Fett en Commander Cody speelde), i.p.v. Dee Bradley Baker die zijn stem inspreekt voor de animatieseries.  
In het tweede seizoen van Star Wars Rebels gaat de bemanning van de Ghost, op advies van Ahsoka Tano, naar de planeet Seelos waar zij Rex tegenkomen, samen met mede-kloons Gregor en Wolffe. Hoewel de Jedi Kanan Jarrus aanvankelijk moeite heeft om de kloons te vertrouwen, omdat zijn meester Depa Bilaba gedood is tijdens Bevel 66, besluiten de inmiddels gepensioneerde kloons zich aan te sluiten bij de Rebellenalliantie. Uiteindelijk zouden zij meehelpen met de bevrijding van Lothal, en ook vocht Rex in de Slag om Endor.

## Naast de films
Captain Rex is een van de interactieve figuren in het online-spel Clone Wars Adventures. Hij is ook een van de hoofdfiguren in de later uitgebrachte televisieserie (en film) The Clone Wars.